# Камыш-Кутан
Камыш-Кутан (кум. Къамушкъотан) — населённый пункт (кутан) на территории Хасавюртовского района, административно входящий в Ахвахский район Дагестана. Расположен на берегу Аксайского водохранилища.

## История
Хутор Татьяновка основали немцы-переселенцы в 1898 году. По данным на 1914 г. хутор Татьяновка состоял из 24 дворов, во владении хутора находилось 736 десятин земли, в том числе 554 — удобной. В административном отношении подчинялся Ново-Владимирскому сельскому обществу Хасавюртовского округа Терской области. Разорен и покинут населением в годы гражданской войны, позже заселен чеченцами. В 1929 году хутор Камыш-Кутан входил в состав Адильотарского сельского совета и состоял из 23 хозяйств. В 1944 году чеченское население хутора выслали в Казахстан и Среднюю Азию. В середине 50-х годов земли бывшего хутора передали колхозам Ахвахского района. На месте хутора образовался кутан Камыш-кутан.
В настоящее время жители требуют придания кутану статуса населённого пункта с наименованием Ахвах..

## Население
В 1914 году на хуторе проживало 88 человек (48 мужчин и 40 женщин), 100 % населения — русские. В 1929 году на хуторе проживало 114 человек (60 мужчин и 54 женщины), 100 % населения — чеченцы.
По оценке 2008 г. на кутане проживало 2162 человека. Преобладающее населения — выходцы из сел Изано, Кудиябросо и Лологонитль Ахвахского района.